# Moth
Moth är en ort i Indien.   Den ligger i distriktet Jhānsi och delstaten Uttar Pradesh, i den centrala delen av landet, 400 km sydost om huvudstaden New Delhi. Moth ligger 179 meter över havet och antalet invånare är 14 077.
Terrängen runt Moth är mycket platt. Runt Moth är det ganska tätbefolkat, med 185 invånare per kvadratkilometer. Närmaste större samhälle är Samthar, 13,8 km norr om Moth. Trakten runt Moth består till största delen av jordbruksmark.